# Прісовський Василь Арефійович
Прісовський Василь Арефійович (нар.1861, Київ — пом.1917, Київ) — композитор, автор патріотичних маршів, романсів та фантазій.

## Біографія
Народився в 1861 році у родині Арефи Івановича Прісовського та Устинії Савеліївни Прісовської (Симонової). По чоловічій лінії належав до шляхетського роду Дунін-Прісовських, багато представників якого були священниками, в тому числі і дід майбутнього композитора Прісовський Іван Дем'янович.
Василь Арефійович Прісовський - один із популярних салонних композиторів кінця XIX - початку XX століття, є автором фантазій, романсів, ліричних вальсів, патріотичних маршів та багатьох інших фортепіанних творів.
Був диригентом та керівником духового оркестру 132-го Бендерського піхотного полку, який квартирувався в Києві.
Співпрацював з нотним видавництвом Леона та Владислава Ідзіковських в Києві.
Серед творів композитора варто відзначити марш «Наполеон», який присвячений перемогам і поразкам французького полководця, марш «Битва під Полтавою», збірку творів для фортепіано «Українська шумка».
Помер у 1917 році.